# Jack Nalty
Jack Nalty (Ballygar, Condado de Galway,  Irlanda, 8 de septiembre de 1902 - valle del Ebro, España, 23 de septiembre de 1938), fue un voluntario de las Brigadas Internacionales en la guerra civil española, fallecido en la batalla del Ebro.

## Biografía
Jack Nalty nació en la localidad de Ballygar en 1902. Su padre, Stephen, era agente de la Policía Real Irlandesa. Cuando Jack tenía 6 años, su padre se trasladó con su familia a una comisaría de Dublín donde había sido destinado. En 1917 se unió a Na Fianna Éireann, la rama juvenil del IRA. Dos años después, dejó los estudios y trabajó para la Anglo-American Oil Company (Compañía Petrolífera Angloestadounidense) en Dublín. El mismo año, se unió al IRA y se incorporó a la compañía C del batallón n.º 1 de la brigada de Dublín. Luchó en el bando irlandés en la guerra de Independencia irlandesa, y a favor de los republicanos en la guerra civil irlandesa de 1922-23. En esta última guerra, fue detenido y enviado al campo de prisioneros de Curragh.
Buen corredor de fondo en la segunda mitad de los años veinte y principios de los treinta, Nalty perteneció al Dublin City Harriers Club y ganó varios premios. En este periodo, siguió implicado en la izquierda política y en los conflictos sindicales, y fue encarcelado por ello varias veces.
El 11 de diciembre de 1936, Nalty fue uno de los primeros irlandeses en partir para España a luchar en el bando republicano en la guerra civil. Se incorporó a la XIV Brigada Internacional y luchó en la batalla de Lopera. El 28 de diciembre, en Villa del Río, fue herido de tres disparos de una ametralladora. Fue hospitalizado durante tres meses y enviado de vuelta a Dublín.
En abril de 1938 regresó a España, incorporándose al Batallón Británico de la XV Brigada Internacional. El 23 de septiembre, en la batalla del Ebro, murió de un tiro en la cabeza y fue enterrado en una tumba sin nombre.

## Legado
Steve Nugent, sobrino de Jack Nalty, escribió una biografía de este, titulada No Coward Soul, Jack Nalty (1902-1938). El libro fue publicado por Firehouse Productions en 2003.
En 2018, con ocasión del 80.º aniversario de su muerte, la asociación East Wall History Group organizó un homenaje en el que se descubrió una placa en su honor cerca de la que había sido su casa en la carretera East Wall de Dublín.